# Devil’s Arrows

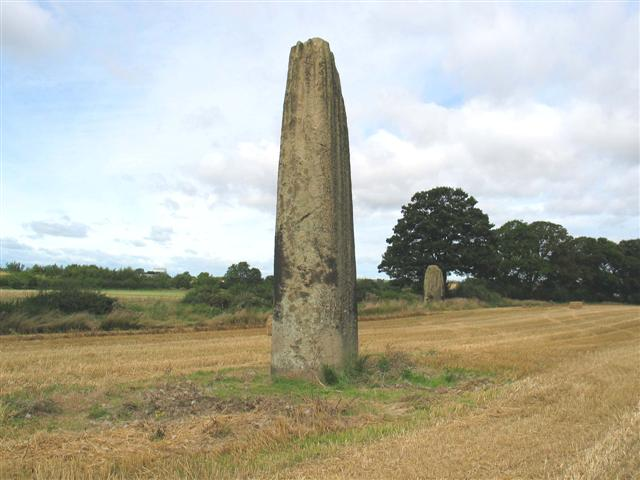
Der mittlere und der nördliche Menhir

Die Devil’s Arrows (deutsch „Teufelspfeile“) sind eine 170 m lange Steinreihe, bestehend aus drei Menhiren, die als Rest einer ursprünglich aus vier oder fünf Steinen bestehenden Reihe erhalten blieben. Die Reihe steht weniger als 200 m östlich der A1 road, zu beiden Seiten der Roecliffe Lane im Westen von Boroughbridge, in North Yorkshire, in England. Sie datiert entweder in die späte Jungsteinzeit oder die frühe Bronzezeit. 
Der Menhir am südlichen Ende liegt in einer Einhegung auf der Südseite der Straße. Er ist fast sieben Meter hoch und (nach dem Rudston) der zweithöchste Menhir Großbritanniens. Er hat einen leicht ovalen Querschnitt von 1,4 × 1,2 m. Bei der Ausgrabung im Jahre 1881 wurde herausgefunden, dass seine Basis 1,8 m unter der Erdoberfläche liegt. 
Die beiden anderen Steine stehen nördlich der Straße. Die Ausrichtung bildet keine gerade Linie. Der mittlere Monolith, vom südlichen Menhir etwa 110 m entfernt, ist leicht nach Westen versetzt, etwa 6,7 m hoch mit einem ovalen Querschnitt von 1,5 × 1,2 m und etwas nach Süden geneigt. Bei der Ausgrabung im Jahre 1709 wurde herausgefunden, dass seine Basis 1,5 m unter der Erdoberfläche liegt und Erde, Steine und Lehm als Packungsmaterial verwendet wurden. Die Verdichtung dieses Materials könnte zur aktuellen Neigung geführt haben. 

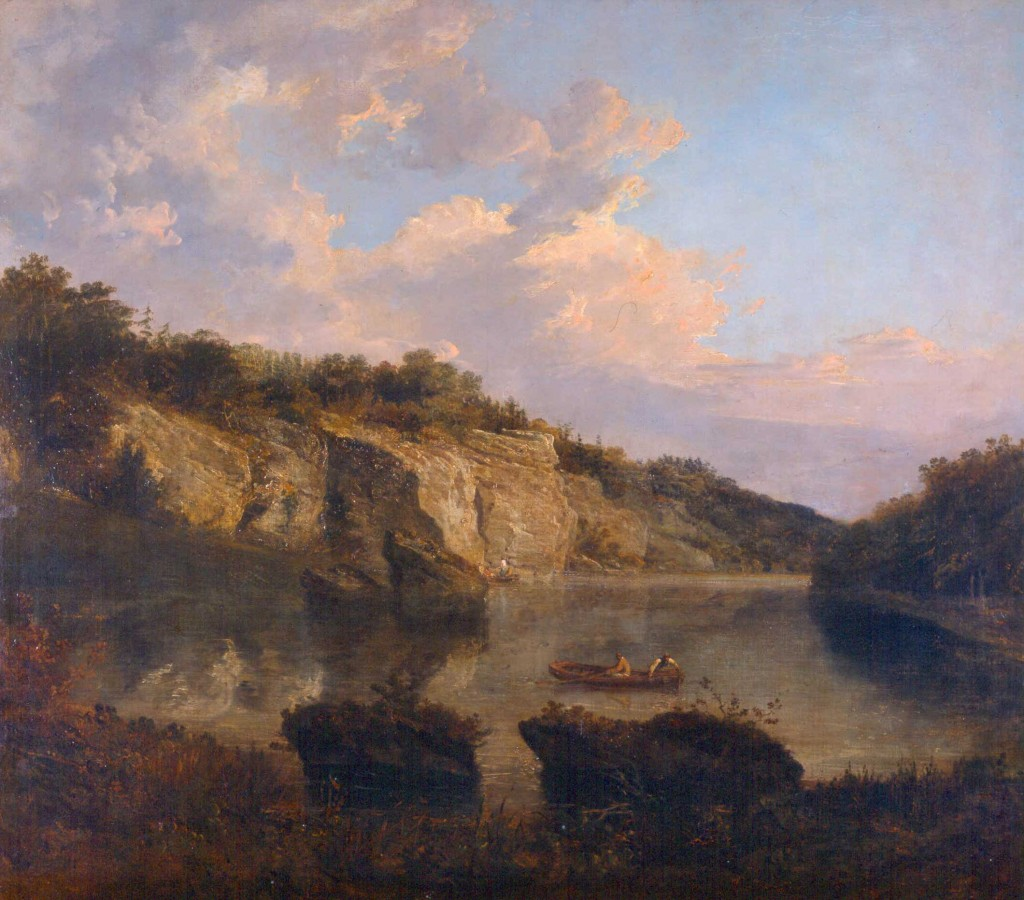
Die Plompton Rocks, gemalt von Joseph Mallord William Turner

Der letzte Menhir steht etwa 60 m vom Mittleren entfernt am nördlichen Ende der Ausrichtung, ist eher gedrungen und 5,5 m hoch. Sein stark ovaler Querschnitt beträgt 2,6 × 1,4 m, wobei seine lange Achse senkrecht zur Ausrichtung steht. Bei der Ausgrabung von 1876 wurde herausgefunden, dass seine Basis 1,4 m unter der Erdoberfläche liegt. 
Alle Steine sind aus so genanntem Millstone Grit (einem Sandstein), stark ausgewittert und mit geriffelten Spitzen. Es wird angenommen, dass die Steine aus einem Felsausschluss etwa 11,7 km südwestlich stammen, der als Plumpton oder Plompton Rocks bekannt ist und ähnliche Riffelungen wie die auf den Pfeilen gefundenen aufweist.